# Mariero Station
Mariero Station (Mariero holdeplass) er en jernbanestation på Jærbanen, en del af Sørlandsbanen, der ligger i Mariero i Stavanger kommune i Norge. Stationen består af to spor med hver sin sideliggende perron. Den ligger med udsigt over Gandsfjorden.
Den nuværende station er den anden af slagsen. Den første åbnede som trinbræt omkring 1901. Den blev opgraderet til holdeplads 15. september 1922 og til station 15. januar 1945 for atter at blive trinbræt 2. juni 1957.
I forbindelse med etableringen af dobbeltspor mellem Stavanger og Sandnes blev stationen erstattet af en ny 100 m længere mod syd. Det skyldtes at de oprindelige planer for stationen ikke levede op til nye sikkerhedskrav for stationer, der fastsætter at der ikke må etableres perroner i kurver med en radius på under 2000 m. For at leve op til det blev kurven rettet ud og stationen flyttet. Samtidig blev perronerne forlænget til 100 med mulighed for yderligere forlængelse til 170 m. Omlægningen betød desuden, at der måtte foretages en opfyldning i Gandsfjorden, da banen blev flyttet et stykke mod øst. Derudover måtte en lille bådehavn flyttes. Endelig blev der anlagt en ny sti mellem banen og fjorden.